# Sales (Frankrijk)
Sales is een gemeente in het Franse departement Haute-Savoie (regio Auvergne-Rhône-Alpes) en telt 1548 inwoners (1999). De plaats maakt deel uit van het arrondissement Annecy.

## Geografie
De oppervlakte van Sales bedraagt 9,2 km², de bevolkingsdichtheid is 168,3 inwoners per km².
De onderstaande kaart toont de ligging van Sales (Frankrijk) met de belangrijkste infrastructuur en aangrenzende gemeenten.

## Demografie
Onderstaande figuur toont het verloop van het inwonertal (bron: INSEE-tellingen).